# Арендс, Карл
Карл Арендс (нем. Carl Arendts; 5 июля 1815, Ингольштадт — 11 октября 1881, Пёккинг) — немецкий географ, профессор.

## Биография
Изучал минералогию и геологию в университетах Мюнхена и Эрлангена. С 1847 по 1874 год работал профессором землеведения, географии и естественной истории в Баварском кадетском корпусе в Мюнхене.
В 1869 году был одним из учредителей Мюнхенского географического общества, которым руководил до самой смерти.
13 октября 1874 года был избран членом Германской академии естествоиспытателей Леопольдина. С октября 1878 года редактировал «Deutsche Rundschau für Geographie und Statistik» (Вена).
Автор многих учебников по географии и картографии.

## Избранные труды
- «Leitfaden für den ersten wissenschaftlichen Unterricht in der Geographie» (20 изд., обработанное Г. Бидерманом, Регенсб., 1884),
- «Geographie von Bayern» (6 изд., обработанное Г. Бидерманом, Регенсб., 1884),
- «Grundzüge der mathem. und physik. Geographie» (Регенсб., 1876),
- «Naturhistorischer Schulatlas» (5 изд., обработанное Траумюллером, Лейпц., 1885), а также значительное число естественно-научных учебников.

Кроме того, он обработал 6 издание «Всеобщего землеописания» Бальби (2 т., Вена, 1871—73).